# Мэйдзи
Мэйдзи (яп. 明治 — «Просвещённое правление») — девиз правления (нэнго) императора Муцухито; период в истории Японии с 23 октября 1868 года по 30 июля 1912 года. Эта эпоха охватывает время, в течение которого японский народ перешёл от самоизолированного феодального общества, находящегося под угрозой колонизации европейскими державами, к новой парадигме современного индустриального национального государства, претендовавшего на статус великой державы и развивавшегося под влиянием западных научных, технологических, философских, политических, правовых и эстетических идей. В результате такого массового принятия радикально новых идей Япония сильно изменилась, нововведения затронули её социальную структуру, внутреннюю политику, экономику, военные и международные отношения.

## Происхождение названия
Название эре дал девиз правления (нэнго) императора Муцухито — «Мэйдзи», что означает «просвещённое правление» (мэй 明 = свет, знание; дзи 治 = правление).
Название нэнго было заимствовано из следующих древнекитайских сочинений:
- из «Книги Перемен»:「聖人南面而聴天下、嚮明而治」[2];
- из 5-го цзюаня «Кун-цзы цзя юй»:「長聡明、治五気、設五量、撫万民、度四方」[2].

## События
Необходимо отметить ключевую роль «Клятвенного обещания императора Муцухито» 1869 года, которое стало политической программой его дальнейшего правления. В этом документе были закреплены следующие принципы: демократизм (учёт общественного мнения при решении государственных дел — п.1), примат национальных интересов (п.2), свобода деятельности (п.3), независимость суда (п.4). Основным положением является пятый пункт, который устанавливает эффективное использование знаний, достижений человечества, чтобы «положение Японии было упрочено».
В 1866—1869 годах лидерам княжеств Сацума и Тёсю удалось свергнуть власть Сёгуната Токугава и восстановить императорское правление. В результате этих событий, известных как Реставрация Мэйдзи, была разрушена феодальная структура, и Япония встала на капиталистический путь развития.
В конце XIX века возникли дзайбацу, специфические банковские и индустриальные объединения, составившие основу экономической мощи страны.
Правительство Мэйдзи проводило экспансионистскую политику:
- Японо-китайская война 1894—1895
- Аннексия Тайваня (1895)
- Русско-японская война (1904—1905)
- Аннексия Кореи (1910)

## Экономика
Промышленная революция началась примерно в 1870 году, когда лидеры эпохи Мэйдзи решили догнать Запад. Правительство построило железные дороги, улучшило состояние дорог и приступило к осуществлению программы земельной реформы, призванной подготовить страну к дальнейшему развитию. Она открыла новую западную систему образования для всех молодых людей, направила тысячи студентов в Соединённые Штаты и Европу и наняла более 3000 западных специалистов для преподавания современными науками, математикой, технологии и иностранным языкам в Японии.
В 1871 году группа японских политиков, известная как Миссия Ивакура, совершила турне по Европе и США, чтобы изучить западные пути развития. Результатом стала целенаправленная государственная политика индустриализации, которая позволила Японии быстро наверстать упущенное. Банк Японии, основанный в 1877 году, использовал налоги для финансирования модельных сталелитейных и текстильных фабрик.
Современная промышленность впервые появилась в текстильной промышленности, в том числе хлопчатобумажной и особенно шёлковой, которая базировалась в домашних мастерских в сельской местности. После внедрения импортированной из Европы новой технологии текстильного производства в период с 1886 по 1897 год общая стоимость производства пряжи в Японии выросла с 12 миллионов до 176 миллионов иен. В 1886 году 62 % пряжи в Японии было импортировано; к 1902 году большая часть пряжи была произведена на местном рынке. К 1913 году Япония производила 672 миллиона фунтов пряжи в год, став четвёртым по величине экспортёром хлопчатобумажной пряжи.
Первая железная дорога была открыта между Токио и Иокогамой в 1872 году, и железная дорога быстро развивалась по всей Японии вплоть до двадцатого века. Внедрение железнодорожного транспорта привело к повышению эффективности производства за счёт снижения транспортных издержек, что позволило производственным фирмам переместиться в более густонаселённые внутренние районы Японии в поисках рабочей силы. Железные дороги обеспечили доступ к сырью, которое ранее было слишком сложным или дорогостоящим для транспортировки.
Скорость модернизации Японии объяснялась, по меньшей мере, двумя причинами: трудоустройством более 3000 иностранных специалистов в различных специализированных областях, таких как преподавание английского языка, наука, инженерное дело, армия и флот и другие; и отправка многих японских студентов за границу в Европу и Америку, основанная на пятой и последней статье Хартии присяги 1868 года: «знания должны быть найдены во всем мире, чтобы укрепить основы имперского правления». Этот процесс модернизации тщательно контролировался и в значительной степени субсидировался правительством Мэйдзи, усиливая мощь великих фирм дзайбацу, таких как Mitsui и Mitsubishi.
Рука об руку дзайбацу и правительство руководили страной, заимствуя технологии у Запада. Япония постепенно взяла под свой контроль большую часть азиатского рынка промышленных товаров, начиная с текстиля. Экономическая структура стала очень меркантильной, импортируя сырьё и экспортируя готовую продукцию, что отражало относительной бедности Японии в сырьевом секторе.
Япония вышла из переходного периода Токугава-Тэнно (Кэйо-Мэйдзи) в 1868 году как первая азиатская индустриальная страна. Внутренняя коммерческая деятельность и ограниченная внешняя торговля удовлетворяли требованиям материальной культуры вплоть до эпохи Кэйо, но модернизированная эпоха Мэйдзи предъявляла радикально иные требования. С самого начала правители Мэйдзи приняли концепцию рыночной экономики и приняли британские и североамериканские формы капитализма свободного предпринимательства. Частный сектор — в стране с обилием агрессивных предпринимателей — приветствовал такие перемены.
Экономические реформы включали в себя единую современную валюту, основанную на иене, банковское, коммерческое и налоговое законодательство, фондовые биржи и коммуникационную сеть. Создание современной институциональной структуры, благоприятствующей развитой капиталистической экономике, заняло некоторое время, но было завершено к 1890-м гг. к этому времени правительство в значительной степени отказалось от прямого контроля над процессом модернизации, прежде всего по бюджетным соображениям.
Многие из бывших даймё, чьи пенсии были выплачены единовременно, получили большую выгоду от инвестиций, которые они сделали в новые отрасли промышленности. Процветали и те, кто до реставрации Мэйдзи неофициально занимался внешней торговлей. Старые фирмы, обслуживающие бакуфу, которые цеплялись за свои традиционные методы, потерпели неудачу в новой деловой среде.
Правительство изначально было вовлечено в экономическую модернизацию, предоставив ряд «образцовых фабрик» для облегчения перехода к современной эпохе. После первых двадцати лет эры Мэйдзи индустриальная экономика быстро развивалась примерно до 1920 года с привлечением передовых западных технологий и крупных частных инвестиций. Стимулируемая войнами и осторожным экономическим планированием, Япония вышла из Первой мировой войны как крупная индустриальная страна.

## Сравнительная таблица

### До 5-го года эры Мэйдзи
Ниже представлена таблица соответствия японского традиционного и европейского летосчисления. В скобках к номеру года японской эры указано название соответствующего года из 60-летнего цикла китайской системы гань-чжи. Японские месяцы традиционно названы лунами.
| 1-й год Мэйдзи (Босин)   | 1-я луна*       | 2-я луна   | 3-я луна  | 4-я луна* | 4-я луна* (високосная) | 5-я луна  | 6-я луна*  | 7-я луна*   | 8-я луна    | 9-я луна*  | 10-я луна               | 11-я луна      | 12-я луна*     |
| ------------------------ | --------------- | ---------- | --------- | --------- | ---------------------- | --------- | ---------- | ----------- | ----------- | ---------- | ----------------------- | -------------- | -------------- |
| Григорианский календарь  | 25 января 1868  | 23 февраля | 24 марта  | 23 апреля | 22 мая                 | 20 июня   | 20 июля    | 18 августа  | 16 сентября | 16 октября | 14 ноября               | 14 декабря     | 13 января 1869 |
| 2-й год Мэйдзи (Киси)    | 1-я луна        | 2-я луна   | 3-я луна  | 4-я луна* | 5-я луна*              | 6-я луна  | 7-я луна*  | 8-я луна*   | 9-я луна    | 10-я луна* | 11-я луна               | 12-я луна      |                |
| Григорианский календарь  | 11 февраля 1869 | 13 марта   | 12 апреля | 12 мая    | 10 июня                | 9 июля    | 8 августа  | 6 сентября  | 5 октября   | 4 ноября   | 3 декабря               | 2 января 1870  |                |
| 3-й год Мэйдзи (Кого)    | 1-я луна*       | 2-я луна   | 3-я луна  | 4-я луна* | 5-я луна               | 6-я луна* | 7-я луна   | 8-я луна*   | 9-я луна    | 10-я луна* | 10-я луна* (високосная) | 11-я луна      | 12-я луна*     |
| Григорианский календарь  | 1 февраля 1870  | 2 марта    | 1 апреля  | 1 мая     | 30 мая                 | 29 июня   | 28 июля    | 27 августа  | 25 сентября | 25 октября | 23 ноября               | 22 декабря     | 21 января 1871 |
| 4-й год Мэйдзи (Симби)   | 1-я луна        | 2-я луна   | 3-я луна* | 4-я луна  | 5-я луна               | 6-я луна* | 7-я луна   | 8-я луна*   | 9-я луна    | 10-я луна* | 11-я луна*              | 12-я луна      |                |
| Григорианский календарь  | 19 февраля 1871 | 21 марта   | 20 апреля | 19 мая    | 18 июня                | 18 июля   | 16 августа | 15 сентября | 14 октября  | 13 ноября  | 12 декабря              | 10 января 1872 |                |
| 5-й год Мэйдзи (Дзинсин) | 1-я луна*       | 2-я луна   | 3-я луна* | 4-я луна  | 5-я луна               | 6-я луна* | 7-я луна   | 8-я луна    | 9-я луна*   | 10-я луна  | 11-я луна*              | 12-я луна      |                |
| Григорианский календарь  | 9 февраля 1872  | 9 марта    | 8 апреля  | 7 мая     | 6 июня                 | 6 июля    | 4 августа  | 3 сентября  | 3 октября   | 1 ноября   | 1 декабря               | 30 декабря     |                |

* звёздочкой отмечены короткие месяцы (луны) продолжительностью 29 дней. Остальные месяцы длятся 30 дней.

### После календарной реформы (1872)
В 1872 году Япония приняла решение о переходе с традиционного лунно-солнечного на григорианский календарь, так что следующим днём после «второго дня двенадцатого месяца пятого года правления императора Мэйдзи» стал 1 января 1873 года, в результате чего календарь Японии был приведён в соответствие с календарём основных западных держав.
| Годы Мэйдзи           | 1-й год  | 2-й год  | 3-й год  | 4-й год  | 5-й год  | 6-й год      | 7-й год      | 8-й год      | 9-й год      | 10-й год     |
| --------------------- | -------- | -------- | -------- | -------- | -------- | ------------ | ------------ | ------------ | ------------ | ------------ |
| Европейский календарь | 1868 год | 1869 год | 1870 год | 1871 год | 1872 год | 1873 год     | 1874 год     | 1875 год     | 1876 год     | 1877 год     |
| Китайский календарь   | 戊辰     | 己巳     | 庚午     | 辛未     | 壬申     | 癸酉         | 甲戌         | 乙亥         | 丙子         | 丁丑         |
| Годы Мэйдзи           | 11-й год | 12-й год | 13-й год | 14-й год | 15-й год | 16-й год     | 17-й год     | 18-й год     | 19-й год     | 20-й год     |
| Европейский календарь | 1878 год | 1879 год | 1880 год | 1881 год | 1882 год | 1883 год     | 1884 год     | 1885 год     | 1886 год     | 1887 год     |
| Китайский календарь   | 戊寅     | 己卯     | 庚辰     | 辛巳     | 壬午     | 癸未         | 甲申         | 乙酉         | 丙戌         | 丁亥         |
| Годы Мэйдзи           | 21-й год | 22-й год | 23-й год | 24-й год | 25-й год | 26-й год     | 27-й год     | 28-й год     | 29-й год     | 30-й год     |
| Европейский календарь | 1888 год | 1889 год | 1890 год | 1891 год | 1892 год | 1893 год     | 1894 год     | 1895 год     | 1896 год     | 1897 год     |
| Китайский календарь   | 戊子     | 己丑     | 庚寅     | 辛卯     | 壬辰     | 癸巳         | 甲午         | 乙未         | 丙申         | 丁酉         |
| Годы Мэйдзи           | 31-й год | 32-й год | 33-й год | 34-й год | 35-й год | 36-й год     | 37-й год     | 38-й год     | 39-й год     | 40-й год     |
| Европейский календарь | 1898 год | 1899 год | 1900 год | 1901 год | 1902 год | 1903 год     | 1904 год     | 1905 год     | 1906 год     | 1907 год     |
| Китайский календарь   | 戊戌     | 己亥     | 庚子     | 辛丑     | 壬寅     | 癸卯         | 甲辰         | 乙巳         | 丙午         | 丁未         |
| Годы Мэйдзи           | 41-й год | 42-й год | 43-й год | 44-й год | 45-й год | Период Тайсё | Период Тайсё | Период Тайсё | Период Тайсё | Период Тайсё |
| Европейский календарь | 1908 год | 1909 год | 1910 год | 1911 год | 1912 год | Период Тайсё | Период Тайсё | Период Тайсё | Период Тайсё | Период Тайсё |
| Китайский календарь   | 戊申     | 己酉     | 庚戌     | 辛亥     | 壬子     | Период Тайсё | Период Тайсё | Период Тайсё | Период Тайсё | Период Тайсё |

## Искусство
«Открытие» Японии с Реставрацией Мейдзи инициировало более предметный интерес европейцев к японской культуре, который воплотился в феномене «японизма» рубежа XIX—XX веков. В Западной Европе настоящее увлечение Японией началось после Всемирной Парижской выставки (1867), где кроме уже известных широкой публике образцов декоративно-прикладного искусства были показаны шедевры японской графики и живописи.
После Всемирной Парижской выставки, Япония продолжает принимать активное участие во всемирных выставках (Венская всемирная выставка — 1873, Всемирная выставка в Филадельфии — 1876), активно популяризируя японское искусство на зарубежном рынке и завоёвывая всё больший успех.
Так, начиная с Парижской выставки, японской гравюрой и графикой заинтересовались знаменитые живописцы Франции — Эдуард Мане, Эдгар Дега, Поль Гоген и Винсент Ван Гог. Большую роль в пропаганде японского искусства на этом этапе сыграли французские писатели и художественные критики братья Гонкур. Японская тема находит специфическое отображение в европейской литературе рубежа столетий, в первую очередь, в новом жанре так называемого колониального или «экзотического» романа.
Затронула она и музыкальное искусство, вдохновив композиторов fin-de-siecle (Джакомо Пуччини, Мориса Равеля) на создание уникальных музыкальных образов, изысканно преломляющих японскую художественную традицию.
С особой яркостью тенденции «японизма» воплотились в творчестве художников Венского Сецессиона Густава Климта и Йозефа Хоффмана, преобразив иконографию австрийского модерна не только орнаментальными мотивами, но и образами, сюжетами, в конечном счете — техникой письма, прежде редко встречавшимися у европейских мастеров.
В связи с возросшим и приобретающим систематический характер интересом к искусству Японии в этот период закладываются основы европейской японистики.

### Фарфор
Среди видов японского декоративно-прикладного искусства именно японские керамические изделия получают наибольшую известность на Западе благодаря своей изысканности, колориту, символизму, особой росписи и декоративным элементам, при этом лаконичность выразительных средств традиционной керамики, целостность форм, органичность и живая асимметрия декора соответствовали европейским художественным поискам второй половины XIX века.
Стилем японской керамики следует считать совокупность признаков, характеризующих предметы керамики определенного региона или центра изготовления. Так, с началом периода Мейдзи стиль изделий, изготовленных в окрестностях Имари-Арита, был окончательно назван Арита. Ему присущи роспись синим кобальтом с обильным добавлением красной и золотой эмалей. К основной синей подглазурной росписи, добавлялась роспись золотыми красками.
Однако ведущим стилем керамики в эпоху Мэйдзи являлся стиль Сацума. Для этого стиля характерен молочно-белый оттенок керамической массы, роспись яркими разноцветными эмалями по глазури с кракелюром. Сюжетам присущи изображения животных, птиц, рыб, ракушек, цветов, исторических деятелей, сцены сражений, мифологические персонажи, самураи, гейши, сюжеты литературных произведений, сцены праздников, знаменитых видов древних городов.
Одним из характерных приёмов стиля Сацума является широкое применение ажурной резьбы. Часто применялся рельеф, тиснение, роспись плотными красками, создающими рельефные линии, позолота.
Известными мастерами, работавшими в стиле Сацума являются Кинкодзан Собэй VI (1824—1884), Кинкодзан VII (1867—1927) и Миягава Кодзан (1846—1916), работы которых были широко представлены на зарубежном рынке. Рост спроса на японскую керамику за рубежом породил выпуск керамических и фарфоровых изделий на экспорт в Европу, таких как чайные и кофейные сервизы, парадные блюда, большие напольные вазы и другие.

### Изделия из металла
В период Мэйдзи значительные перемены произошли в искусстве японских мастеров, работающих по металлу. В Японии бронзовое литье было связано в основном с потребностями буддизма, а ковка по металлу и гравировка относились более к военным приспособлениям, особенно к изготовлению металлической фурнитуры самурайских мечей.
Однако с началом периода Мейдзи в 1868 году было упразднено самурайское сословие, а в 1876 году вышел указ о запрете на ношение мечей (хайторэй), что в свою очередь значительно трансформировало работу мастеров по металлу которые должны были соответственно изменять содержание и методы работы. В то же время, существенные изменения в религиозной жизни, такие как сокращение числа синтоистских и буддистских храмов, привели к снижению спроса на храмовые колокола, буддийские статуи и многие другие культовые предметы. В результате, значительное число высококлассных мастеров начали искать новые пути развития искусства и новые области применения профессионального мастерства, адаптировать производство металлических изделий к изменившимся реалиям и сближать его с другими сопутствующими ремеслами.
Так, некоторые мастера, специализировавшиеся на создании оправы мечей, начали делать гарды (цуба) как отдельное произведение декоративно-прикладного искусства. Такие цуба или целые комплекты фурнитуры для ножен — без самих клинков — стали объектом коллекционирования как в Японии, так и на Западе. Другие художники искали новые сферы применения техник декора металла. В Японии были открыты крупные мастерские и торговые компании, специализировавшиеся на вазах, курильницах, шкатулках, портсигарах и декоративной пластике из металла; в их декоре широко использовались традиционные техники и сюжеты.
Японские мастера, создававшие детали монтировки меча, использовали большое разнообразие сплавов, в качестве основы которых применялись в основном золото, серебро, железо и медь. Для получения разнообразных цветов в сплавы добавляли олово, цинк, свинец — всего известно не менее восьми основных металлов и сплавов.
Наиболее часто употреблялись сплавы сибуити (сплав серебра и меди) и сякудо (сплав золота и меди), дававшие широкую палитру цветов — от глубокого серого с оливковым оттенком до чёрного с фиолетовым отливом, в зависимости от пропорций металлов в сплаве. Среди знаменитых мастеров эпохи Мэйдзи — Исигуро Корэцунэ, Миякэ Тэрумицу, Накамура Икко Цунэтика, Кобаяси Тикамицу, Когёкусая Иккю, Кадзимы Иккоку, Акасофу Гёко, Ёсимицу, Гэнрюсай Сэйа, Осима Дзёун, Дзёми Эйсукэ II, Судзуки Тёкити, Сёами Кацуёси, Кано Нацуо, Унно Сёмин, Отаке Норикуни, Намэкава Садакацу.
Успешное участие Японии во всемирных выставках послужило толчком для превращения производства декоративно-прикладных изделий в прибыльную экспортную отрасль. Было организовано Выставочное бюро, функционировавшее под контролем Министерства внутренних дел Японии, следящее за качеством выпускаемой продукции и помогающее выдающимся мастерам в их творческой деятельности; создана торговая компания «Кирю Косё Кайся», выступавшая в качестве государственного экспортера произведений японского декоративно-прикладного искусства.

### Эмали
Период Мейдзи — время «Золотого века» японской эмали. Эмали в Японии называют сиппо, что в переводе с японского означает «семь сокровищ»: золото, серебро, изумруд, коралл, алмаз, агат и жемчуг. Позднее термин сиппо стал использоваться японцами для обозначения произведений с эмалевым декором.
Основной техникой, в которой декорировали эмалевые произведения, стала техника юсэн-сиппо (техника перегородчатой эмали клуазоне). На основу из медного сплава или бронзы наносился рисунок, затем тонкой металлической полоской обводился его контур, в получившиеся между полосками-перегородками ячейки заливалась глазурь, затем производился обжиг и полировка. Перегородки выполняли двойную функцию: они могли быть частью композиции как декоративный элемент, в то же время не допуская растекания расплавленной эмали в смежные зоны композиции.
Перегородчатая эмаль встречается в разных вариантах техник. Техника мусэн, при которой перегородки убирались; техника сёсэн — при которой часть перегородок оставалась на виду, а часть скрывалась. Использовалась также и техника мориагэ, при которой создавался эффект рельефного выпуклого изображения из слоёв эмали.
Среди крупнейших мастеров-эмальеров того времени — однофамильцы Намикава Сосукэ и Намикава Ясуюкэ. Оба принадлежали к кругу элитных художников, особо отмеченных императорским двором.
Японские мастера активно участвуют в международных выставках и перегородчатые эмали становятся одним из важных произведений декоративно-прикладного искусства. В целом эмали эпохи Мэйдзи пользовались колоссальным спросом на европейских и американских рынках и изготавливались больше на экспорт.

### Лакированные изделия
Экономические трудности периода Эдо привели к снижению спроса на лакированные изделия, украшенные золотом или серебром. В эпоху Мэйдзи возобновился интерес к лаку, поскольку художники разрабатывали новые дизайны и экспериментировали с новыми текстурами и отделкой.
Первым из них был Сибата Дзэсин, которого называли «величайшим мастером лакированных изделий Японии». Привлекательность его оригинального стиля заключалась в выборе мотивов и сюжетов, а не в использовании золота и серебра. Он помещал в рамы лаковые панно, имитируя западные картины маслом.
Среди других известных мастеров этого периода — Накаяма Комин и Сираяма Сёсай, которые придерживались классического стиля, во многом обязанного японскому и китайскому пейзажному искусству.
Самой распространенной техникой лакированных изделий была техника маки-э, для которой характерно использование золотого и серебряного порошка, посыпанного на незасохший лак.
Богато украшенные лаковые изделия оригинального дизайна были популярны как внутри страны, так и за рубежом. А японские лаки получили всемирную известность благодаря своему высочайшему качеству и особой технике изготовления.

### Текстиль и одежда
Модернизация эпохи Мэйдзи коренным образом изменила технологию изготовления и познакомила страну с новыми видами тканей. Шерстяное сукно, настолько необходимое армии и флоту, в Японии не производилось вовсе. Модернизацию отрасли начали с крупнейших фабрик.
Компания Нисидзин, главный производитель шелковых тканей в стране переориентировалась на промышленный выпуск тканей. Однако продолжали работать и домашние мастерские, где сохранялись традиции ткачества парчи и узорчатых шелков по старинным образцам.
При этом каждый регион, каждый населённый пункт, каждый ткач хранил семейные ремесленные тайны изготовления тканей. Хлопчатобумажными славились префектуры Хёго, Айти, шёлком хабутаэ — префектура Фукуи, шёлковым крепом (тидзими) — префектура Ниигата, шёлковыми тканями — префектуры Гумма, Тотиги и Токио, тканями хисидзаси с вышивкой белой нитью — префектуры Аомори и Иватэ.
В эпоху Мэйдзи появились два термина: вафуку (японская одежда) и ёфуку (костюм европейского стиля). Предметы японского и западного гардероба смешивались, рождая порой причудливые сочетания.
Развитие кимоно в этот период было тесно связано с внедрением новых технологий нанесения узора на ткань и окрашивания материалов различными видами красителей. Многие виды окрашивания стали производить машинным способом с применением трафаретов. Технический прогресс расширил возможности художников по текстилю для создания поразительно новых узоров, удовлетворяющих современные вкусы.

### Музыка
В японской музыкальной культуре прослеживается принцип копирования с последующей герметизацией воспринятых явлений — от первых контактов японцев с музыкальной культурой в XVI веке при посредничестве португальских миссионеров (период открытия первых церквей, школ-семинарии и коллегиумов), так и впоследствии, в формальном копировании структур китайской церемониальной музыки, которые в VII—VIII веках влияние не только на принципы композиции, но и на репертуар японской придворной музыки.
Первый этап западных заимствований периода Мэйдзи связан с военной сферой. В городе Нагасаки создаётся первая военная академия по голландскому образцу, в которой, наряду с военной наукой, обучают военной музыке. Организуются первые военные оркестровые коллективы — оркестры котекитай. Проникновение военной музыки европейского стиля способствовало становлению и дальнейшему развитию форм концертной деятельности по западным образцам — они участвуют в культурной жизни городов, в частности выступают с концертами в зале Рокумейкан, на открытой сцене Хибия, исполняя произведения европейских композиторов (Рихарда Вагнера, Шарля Гуно, Петра Чайковского). Постепенно с участием зарубежных и японских авторов упорядочивается соответствующий репертуар, публикуются первые нотные сборники военной музыки. В военной области формируется японская дирижерская школа, учредителями которой стали английские, французские и немецкие культурные деятели, такие как Джон Уильям Фентон, Шарль Леру, Франц Эккерт. Под их руководством происходило становление первых японских военных дирижеров: Сукецуне Накамура и Йоситойо Йоцумото.
Происходит распространение христианства, составной частью которого является музыка православной церкви. Способствовали этому представители Русской духовной миссии, учреждённой в 1870 году с центрами в Токио, Нагасаки и Хакодате. Музыканты-подвижники Яков Тихай (служил в Миссии с 1874 по 1886 годы) и Дмитрий Львовский (в Миссии с 1880 по 1921 годы). В течение этого времени было регентство в Соборе Воскресения Христова в Токио, организация хорового коллектива, преподавание в семинарии и Катехизисний школе, составление и издание нотных сборников оригинальных и адаптированных церковных произведений. Церковная деятельность распространялась в светской (гастрольные выступления, исполнительские классы, преподавание теории и истории европейской музыки и основ композиции в Токийской академии музыки) и церковной (обучение нотной грамоте, пение и дирижирование в катехизисной школе и Духовной семинарии, обеспечение музыкальной части богослужений в Соборе Вознесения Христова в Токио) сферах. Формирование этих традиций продолжили представители нового поколения японских регентов, хоровых дирижеров и учителей пения. К первым известным японским хоровым дирижерам относятся: Роман Тиба, Алексей Обара, Иннокентий Кису, Яков Маедако Синкин, Петр Токайрин, Иоанн Накасима, Моисей Кавамура, Иоанн овата, Павел Исия, Василий Такеда, Андрей Абэ, Александр Комагай, Федор Минато, Алексей Савабэ Лука ОРИТ. Они были христианами и приняли при крещении православные имена.
Общее и профессиональное образование связано с деятельностью Сюдзи Исавы (1851—1917) и Лютера Витинг Мейсона (1828—1896). В 1880 году был основан Институт музыкальных исследований, в котором Мейсон возглавил преподавательский состав. Институт имел три основные задачи: 1) ввести обязательное преподавание музыки в школах, ввести в широкое обращение песенный материал европейского образца; 2) подготовить кадры для дальнейшего развития профессиональной музыкальной деятельности; 3) силами японских авторов создать музыку для детей, в которой сочетались бы национальные и западные стилевые элементы, частично были воплощены в жанре школьной песни Секи. Преподаватели организовали проведение уроков пения, теории музыки, игре на музыкальных инструментах (кото, кокю, фортепиано, органе и скрипке), издавали специальную литературу («Первый альбом для начальной школы» вышел в 1881 году). Эти действия способствовали формированию японской композиторской школы европейского типа.
По императорскому приказу Институт музыкальных исследований в 1887 году был реформирован в Токийскую академию музыки, что предоставило учебному заведению новый статус и способствовало его дальнейшему развитию. Совершенствовались учебные программы нового типа, стремительно развивалось исполнительство, что свидетельствовало о росте уровня подготовки музыкантов-профессионалов. Вершиной в развитии музыкального профессионализма, тесно связанного с деятельностью Токийской академии музыки, можно считать образование в Японии композиторской школы западного образца, которая впоследствии стала полноценной составляющей мировой музыкальной культуры.
Символом музыкального «создателя эпохи мейдзи» стал Рэнтаро Таки (1879—1903). Особое значение для формирования национальной композиторской школы, окончательно сложилась в период Тайсё, оказало творчество Ямадs Косаку (1886—1965). Он написал первую японскую оперу «Курофунэ» («Черные корабли», 1929—1940). Первыми оперными гастролями в Японии стал приезд в 1876 году российской певицы Дарьи Леоновой. Среди первых зарубежных коллективов, приглашенных в Японию, стала американская Опера Аней-Сефас (1877). Первая японская оперная постановка — опера «Фауст» Шарля Гуно (первый акт), премьера которой состоялась на сцене Токийской академии музыки в 1894 году. Первой полной оперной постановкой стала опера «Роэй но Юме» («Мечты в лагере», 1904) Суэхару Китамура (1872—1931) темой которой стали события русско-японской войны.